# Anatolij Badretdinov
Anatolij Rašidovič Badretdinov ((in russo Анатолий Рашидович Бадретдинов?); Berëzovskij, 1º settembre 1984) è un allenatore di calcio a 5 ed ex giocatore di calcio a 5 russo.

## Carriera
Badretdinov ha disputato, con la nazionale russa, il campionato europeo 2012, concluso dai russi al secondo posto. A livello di club, ha legato buona parte della carriera alla Dinamo Mosca, con cui ha raggiunto per due volte la finale di Coppa UEFA.

## Palmarès
- Campionato russo: 6
Dinamo Mosca: 2007-08, 2010-11, 2011-12, 2012-13, 2015-16, 2016-17
- Coppa della Russia: 7
Spartak Ščëlkovo: 2005-06
Dinamo Mosca: 2007-08, 2008-09, 2009-10, 2010-11, 2012-13, 2014-15